# Мікяшево
Мікя́шево (рос. Микяшево, башк. Мәкәш) — село у складі Давлекановського району Башкортостану, Росія. Адміністративний центр Мікяшевської сільської ради.
Населення — 782 особи (2010; 634 в 2002).
Національний склад:
- башкири — 98 %